# Дзенари, Марио
Марио Дзенари (итал. Mario Zenari; род. 5 января 1946, Виллафранка-ди-Верона, королевство Италия) — итальянский кардинал и ватиканский дипломат. Титулярный архиепископ Юлии Карникумской с 12 июля 1999. Апостольский нунций в Кот-д’Ивуаре и Нигере с 12 июля 1999 по 10 мая 2004. Апостольский нунций в Буркина-Фасо с 24 июля 1999 по 10 мая 2004. Апостольский нунций в Шри-Ланке с 10 мая 2004 по 30 декабря 2008. Апостольский нунций в Сирии с 30 декабря 2008. Кардинал-дьякон с титулярной диаконией Санта-Мария-делле-Грацие-алле-Форначи-фуори-Порта-Кавалледжери с 19 ноября 2016.